# محمد النعیمی
محمد النعیمی (انگلیسی: Mohamed Al-Naemi؛ زادهٔ ۲۵ مارس ۲۰۰۰) بازیکن فوتبال اهل قطر است.
از باشگاه‌هایی که در آن بازی کرده‌است می‌توان به باشگاه ورزشی الدحیل اشاره کرد.